# 한국정책방송사
한국정책방송사(중국어: 韓國政策放送社,  영어: kpbs)는 서울시 마포구 상암동에서 발행되는 신문으로, 영문표기는 Korea Political Broadcasting Service 임.
서울시에 2021년 10월 25일 등록(서울,아 53988)되어 현재에 이르고 있으며, 오피니언, 정치, 정책이슈, 경제산업, 사회, 문화, 지방자치, 포토 영상 등을 중심으로 구성되어 있다.
발행인은 박동명이며, 한국공공정책학회 상임이사 및 선진사회정책연구원장을 겸임하고 있다.
주요 참여 인사로는 학계에서 박병식 동국대학교 교수, 조소영 강남대학교 교수, 황선영 강서대학교 교수 등이 있으며, 법조계에서는 유능종 변호사, 산업계에서는 권세준 덕성여대 평생교육원 교수 등이다.